# Papionini
Papionini — триба крупных мартышковых обезьян, включающая павианов, макак и близкие виды. Члены трибы обитают в Африке и Азии.

## Классификация
- Триба Papionini
  - Род Macaca — Макаки
    - Macaca arctoides I. Geoffroy, 1831 — Медвежий макак
    - Macaca assamensis McClelland, 1840 — Горный резус
    - Macaca cyclopis Swinhoe, 1863 — Тайваньский резус
    - Macaca fascicularis Raffles, 1821 — Макак-крабоед
    - Macaca fuscata Blyth, 1875 — Японский макак
    - Macaca hecki Matschie, 1901
    - Macaca leonina Blyth, 1863 — Северный свинохвостый макак
    - Macaca leucogenys Li, Zhao, Fan, 2015
    - Macaca maura H.R. Schinz, 1825 — Целебесский макак
    - Macaca mulatta Zimmermann, 1780 — Макак-резус
    - Macaca munzala Sinha et al., 2005
    - Macaca nemestrina Linnaeus, 1766 — Южный свинохвостый макак, или Лапундер
    - Macaca nigra Desmarest, 1822 — Хохлатый павиан
    - Macaca nigriscens Temminck, 1849
    - Macaca ochreata Ogilby, 1841
    - Macaca pagensis Miller, 1903 — Пагайская макака
    - Macaca radiata É. Geoffroy, 1812 — Индийский макак, или Макак боннет
    - Macaca siberu Fuentes and Olson, 1995 — Сиберутская макака
    - Macaca silenus Linnaeus, 1758 — Вандеру, или Львинохвостый макак
    - Macaca sinica Linnaeus, 1771 — Цейлонский макак
    - Macaca sylvanus Linnaeus, 1758 — Варварийская обезьяна, или Магот
    - Macaca thibetana Milne-Edwards, 1870 — Макак Давида
    - Macaca tonkeana Meyer, 1899 — Тонкский макак

  - Род Papio — Павианы
    - Papio anubis Lesson, 1827 — Анубис
    - Papio cynocephalus Linnaeus, 1766 — Бабуин
    - Papio hamadryas Linnaeus, 1758 — Гамадрил
    - Papio papio Desmarest, 1820 — Гвинейский павиан
    - Papio ursinus Kerr, 1792 — Медвежий павиан

  - Род Mandrillus — Мандрилы
    - Mandrillus leucophaeus F. Cuvier, 1807 — Дрил
    - Mandrillus sphinx Linnaeus, 1758 — Мандрил

  - Род Theropithecus — Гелады
    - Theropithecus gelada Rüppell, 1835 — Гелада

  - Род Cercocebus — Мангабеи, или Черномазые обезьяны
    - Cercocebus agilis Milne-Edwards, 1886 — Прыткий мангабей
    - Cercocebus atys Audebert, 1797 — Чёрный мангабей
    - Cercocebus chrysogaster Lydekker, 1900 — Золотобрюхий мангабей
    - Cercocebus galeritus Peters, 1879 — Танский мангабей
    - Cercocebus sanjei Mittermeier, 1986
    - Cercocebus torquatus Kerr, 1792 — Беловоротничковый мангабей

  - Род Lophocebus — Бородатые мангобеи
    - Lophocebus albigena Gray, 1850 — Гривистый мангабей
    - Lophocebus aterrimus Oudemans, 1890 — Чёрный мангобей
    - Lophocebus opdenboschi Scouteden, 1944
    - Lophocebus ugandae Matschie, 1912
    - Lophocebus johnstoni Lydekker, 1900
    - Lophocebus osmani Groves, 2007

  - Род Rungwecebus
    - Rungwecebus kipunji Jones & Davenport, 2005

Вымершие роды:
- † Dinopithecus
- † Gorgopithecus
- † Paradolichopithecus
- † Parapapio
- † Pliopapio
- † Procercocebus
- † Procynocephalus
- † Soromandrillus